# Semiothisa subcelata
Semiothisa subcelata är en fjärilsart som beskrevs av Paul Dognin 1911. Semiothisa subcelata ingår i släktet Semiothisa och familjen mätare. Inga underarter finns listade i Catalogue of Life.